# Keramik-Museum Bürgel

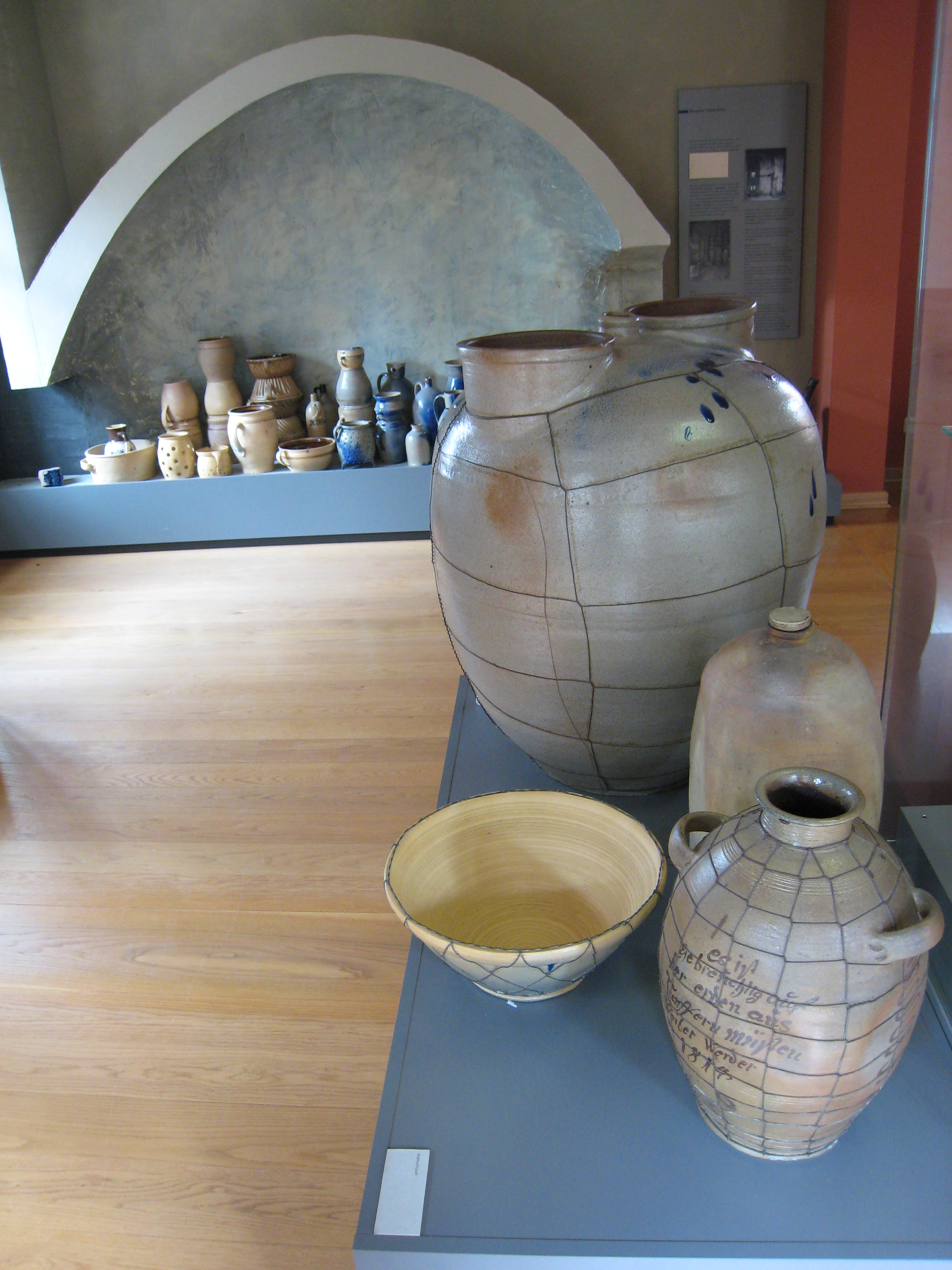
Exponate (2014)

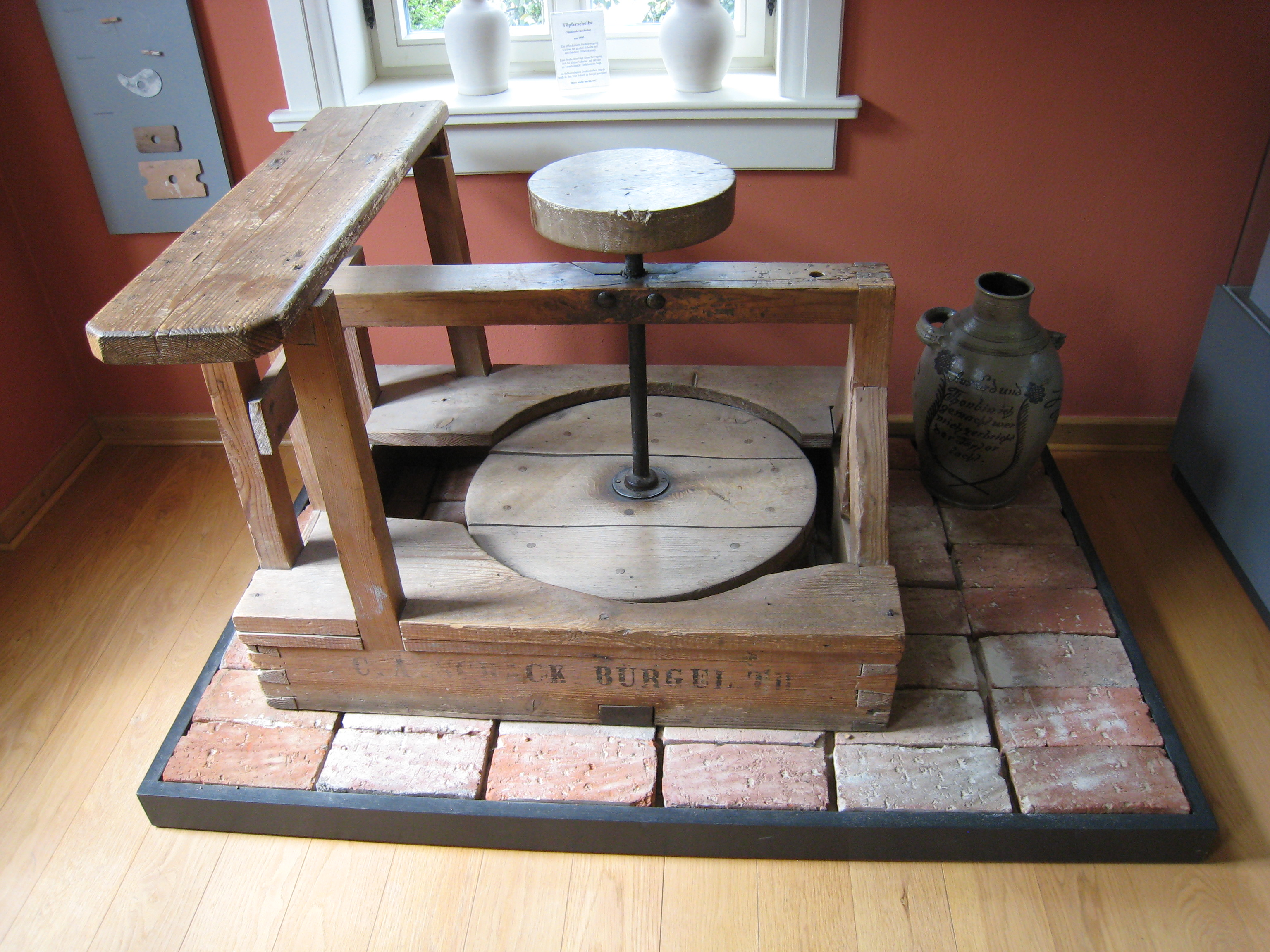
Exponat Töpferscheibe (2014)

Das Keramik-Museum Bürgel ist ein Spezialmuseum für Keramik in Thüringen.

## Lage
Das Museum befindet sich im Ortskern der Töpferstadt Bürgel zwischen der Töpfergasse und dem Kirchplatz, unmittelbar nördlich der ev. Stadtkirche St. Johannes.

## Geschichte
Das Keramik-Museum Bürgel wurde im Jahr 1880 als Mustersammlung des Töpferhandwerks gegründet. Den Grundstock für die Sammlung bildete die im gleichen Jahr vom Gewerbeverein organisierte Ausstellung Früchte des Wirkens. Hier wurden die Arbeiten der neu gegründeten Modellierschule und des Zeichenunterrichts der gewerblichen Fortbildungs- und Bürgerschule sowie Produkte anderer Töpfergegenden gezeigt. An der Gewerbeausstellung beteiligt waren Töpfermeister wie C.A. Schack oder Max Neumann.
Mit der Gründung eines keramischen Museums sollten die Entwicklungen des Töpferhandwerks und der Tonwarenindustrie gezeigt werden. Zusätzlich strebte die Landesregierung eine Verbindung zwischen Töpferhandwerk und modernem Kunsthandwerk an. Das Museum enthielt zunächst Bürgeler Fabrikate und angekaufte Stücke auswärtiger Meister und Fabriken. Somit war es sowohl Muster als auch Anregung für die ansässigen Töpfer.
Im Laufe der Zeit wechselte das Museum mehrfach seinen Standort. Seit Mai 2003 befindet sich die umfangreiche Sammlung im sanierten, denkmalgeschützten Alten Schulhaus aus dem 18. Jahrhundert.

## Sammlung
Das Keramik-Museum dokumentiert die Geschichte des Töpferhandwerkes in Bürgel von seinen (nachweisbaren) Anfängen Mitte des 17. Jahrhunderts bis zur Gegenwart. Gezeigt wird eine große Bandbreite an alltäglichen Keramikgefäßen des vorindustriellen Zeitalters. Neben einfacher Irdenware werden Gegenstände aus Steinzeug ausgestellt. Typisch für Bürgel findet vor allem die Blaue Schürze Beachtung. Teil der Ausstellung bildet aber auch die sogenannte Kunstkeramik, die die Neuorientierung des Keramikhandwerks in Bürgel Ende des 19. Jahrhunderts darstellt. Dabei handelt es sich maßgeblich um aufwendig dekorierte Ziergefäße, die zum Teil mittels Gipsformen und in mehreren Teilgüssen hergestellt wurden.
Auch das Wirken Henry van de Veldes und die durch ihn geprägte Jugendstil-Keramik wird thematisiert, die Bürgel zu weltweiter Bekanntheit und einer hohen Exportnachfrage verhalf.
Darüber hinaus werden ergänzende Sammlungsbereiche zur deutschen und Thüringer Keramikgeschichte, vor allem der zweiten Hälfte des 20. Jahrhunderts sowie zur Gegenwartskeramik am Beispiel der Wettbewerbe zum Walter-Gebauer-Keramikpreis Bürgel gepflegt. Ein junges Sammelgebiet bilden Erzeugnisse der Dornburger Keramik-Werkstatt aus allen Nutzungsperioden vom Bauhaus über Otto Lindig (1895–1966) bis zu den Körtings.
Sonderausstellungen zeigen die Geschichte einzelner Töpfereien und Manufakturen oder stellen einzelne Keramikerpersönlichkeiten vor. Auch andere Töpferzentren in Thüringen und Deutschland finden Beachtung.

## Walter-Gebauer-Keramikpreis
Der Walter-Gebauer-Keramikpreis Bürgel erinnert an den Bürgeler Töpfermeister und Keramiklehrer Walter Gebauer (1907–1989). Seit 1995 wird der Wettbewerb jährlich ausgeschrieben und der Preis während des Bürgeler Töpfermarktes vergeben. Mit dem einzigen mitteldeutschen Keramikpreis sollen qualitative Keramiken mit gestalterischem Anspruch gewürdigt werden. Neben ART-regio und dem Bürgeler Töpfermarkt ist auch der Förderkreis Keramik-Museum Bürgel und Dornburger Keramik-Werkstatt e. V. an der Ausrichtung beteiligt, unter anderem an der Themenauswahl.
Im Zuge der Preisvergabe erfreuen sich der parallel stattfindende Töpfermarkt und die öffentliche Wettbewerbsausstellung jährlich an mehreren Tausend Besuchern.

## Schriftenreihe des Museums
- Antje Neumann-Golle: Keramik der Weimarer Kunstgewerbeschule Henry van de Veldes. Förderkreis Keramik-Museum Bürgel und Dornburger Keramik-Werkstatt e. V., 80S. 2023.
- Antje Neumann-Golle: Emmy von Egidy. 1872–1946. Förderkreis Keramik-Museum Bürgel und Dornburger Keramik-Werkstatt e. V., 76S. 2022.
- Konrad Kessler: Ludwig Laser: Kunst.Keramik. Förderkreis Keramik-Museum Bürgel und Dornburger Keramik-Werkstatt e. V., 48S. 2022.
- Konrad Kessler: Anstatt unnützem Ziergerät – Prähistorische Keramik und Bürgeler historistische Replikate. Förderkreis Keramik-Museum Bürgel und Dornburger Keramik-Werkstatt e. V., 48S. 2021.
- Konrad Kessler: Marguerite Friedlaender – Pötten · Potten · Pots. Förderkreis Keramik-Museum Bürgel und Dornburger Keramik-Werkstatt e. V., 80S. 2021.
- Konrad Kessler, Janin Pisarek: Wilhelm Löber. Bauhaus-Schüler · Keramiker · Bildhauer. Förderkreis Keramik-Museum Bürgel und Dornburger Keramik-Werkstatt e. V., 52S. 2018.
- Janin Pisarek, Konrad Kessler: Die Sammlung Heinz. Westdeutsche Keramik von 1960-2010. Förderkreis Keramik-Museum Bürgel und Dornburger Keramik-Werkstatt e. V., 44S. 2018.
- Konrad Kessler, Janin Pisarek: Töpferspuren in Bürgel 7. Die Töpferei Max Neumann. Förderkreis Keramik-Museum Bürgel und Dornburger Keramik-Werkstatt e. V., 40S. 2017.
- Konrad Kessler, Janin Pisarek: Reinhold Rieckmann. Gedanke und Form. Förderkreis Keramik-Museum Bürgel und Dornburger Keramik-Werkstatt e. V., 40S. 2017.
- Konrad Kessler: Mittelalterliche Töpfereien in der Jenaer Vorstadt. Förderkreis Keramik-Museum Bürgel und Dornburger Keramik-Werkstatt e. V., 44S. 2016.
- Konrad Kessler: Liebfriede Bernstiel · Zum Hundertsten Förderkreis Keramik-Museum Bürgel und Dornburger Keramik-Werkstatt e. V., 44S. 2015.
- Ulf Häder: Töpferspuren in Bürgel 6. Christine Freigang · Retrospektive. Förderkreis Keramik-Museum Bürgel und Dornburger Keramik-Werkstatt e. V., 56S. 2015.
- Ulf Häder: Karl Jüttner · Gefäß und Skulptur. Förderkreis Keramik-Museum Bürgel und Dornburger Keramik-Werkstatt e. V., 48S. 2014.
- Ulf Häder: Töpferspuren in Bürgel 5. C. A. Schack · die Tonwarenfabrik. Förderkreis Keramik-Museum Bürgel und Dornburger Keramik-Werkstatt e. V., 68S. 2014.
- Ulf Häder: Lotte Reimers · Keramische Projekte aus fünf Jahrzehnten. Förderkreis Keramik-Museum Bürgel und Dornburger Keramik-Werkstatt e. V., 52S. 2013.
- Ulf Häder: Henry van de velde · und die Bürgeler Jugendstil-Keramik. Förderkreis Keramik-Museum Bürgel und Dornburger Keramik-Werkstatt e. V., 94S. 2013.
- Ulf Häder: Werra-Keramik. Förderkreis Keramik-Museum Bürgel und Dornburger Keramik-Werkstatt e. V., 52S. 2012.
- Ulf Häder, Wolfgang Philler: Töpferspuren in Bürgel 4. Wolfgang Philler.Keramik · Die Keramikwerkstatt der Kunsthochschule Halle · Burg Giebichenstein in Bürgel. Förderkreis Keramik-Museum Bürgel und Dornburger Keramik-Werkstatt e. V., 60S. 2012.
- Ulf Häder: Körting Keramik · Sieben Jahrzehnte. Förderkreis Keramik-Museum Bürgel und Dornburger Keramik-Werkstatt e. V., 56S. 2011.
- Ulf Häder: Ulli Wittich-Großkurth. Retrospektive. Förderkreis Keramik-Museum Bürgel und Dornburger Keramik-Werkstatt e. V., 48S. 2010.
- Ulf Häder: Töpferspuren in Bürgel 3. Die Werkstatt Reichmann. Förderkreis Keramik-Museum Bürgel und Dornburger Keramik-Werkstatt e. V., 52S. 2010.
- Ulf Häder: Otto Lindig · Die Dornburger Zeit. Förderkreis Keramik-Museum Bürgel und Dornburger Keramik-Werkstatt e. V., 48S. 2009.
- Wolfgang Philler u. a.: Töpferspuren in Bürgel 2. Walter Gebauer · Zum 100. Geburtstag. Förderkreis Keramik-Museum Bürgel und Dornburger Keramik-Werkstatt e. V., 52S. 2007.
- Wolfgang Philler: Rückkehr nach Bürgel · Die Sammlung Winnecke. Förderkreis Keramik-Museum Bürgel und Dornburger Keramik-Werkstatt e. V., 20S. 2005.
- Wolfgang Philler: Töpferspuren in Bürgel 1. Die Werkstatt Fischer. Förderkreis Keramik-Museum Bürgel und Dornburger Keramik-Werkstatt e. V., 26S. 2005.